# Phạm Thế Ngũ
Phạm Thế Ngũ (1921 - 2000) là nhà giáo, nhà nghiên cứu văn học Việt Nam.

## Tiểu sử
Phạm Thế Ngũ, sinh ngày 12 tháng 6 năm 1921 tại làng Ngọc Chi, xã Kiến Quốc, huyện Ninh Giang, tỉnh Hải Dương. 

### Đi học
Lúc lên bốn năm tuổi, ông được cha dạy chữ Hán, lúc lên mười ông vào học Trường sơ học Pháp - Việt ở quê rồi lên Hà Nội học trung học ở Trường Bảo Hộ (Trường Bưởi). Năm 1944, đỗ tú tài xong, ông theo học Trường Đại học Khoa học. Ngày toàn quốc kháng chiến chống Pháp (1946), việc học bị gián đoạn, ông cùng gia đình tản cư về quê.

### Dạy học và biên soạn sách
Phạm Thế Ngũ lần lượt trải qua các nơi, các chức việc sau:
Năm 1947 - 1949: Dạy học ở Trường Bắc Sơn (Hải Dương), Trường Phạm Ngũ Lão (Hưng Yên).
Năm 1950: Trở về học Trường Đại học Văn khoa (Hà Nội), đỗ cử nhân năm 1953.
Năm 1954 - 1956: Lần lượt dạy học Trường trung học Võ Tánh (Nha Trang), Trường trung học Phan Thanh Giản (Cần Thơ).
Năm 1957 – 1972: Dạy Trường trung học Pétrus Ký (Sài Gòn). Khoảng thời gian này, ông vừa dạy học, vừa biên soạn sách: Sách giáo khoa văn, sách triết học bậc trung học và chuyên khoa, vừa lập nhà xuất bản (Nhà xuất bản Phạm Thế) để tự xuất bản sách của mình.

### Cuối đời
Sau ngần ấy năm miệt mài cho công việc, những năm cuối đời Phạm Thế Ngũ đã sống ung dung, thanh thản đúng với tinh thần đôi câu đối mà ông đã viết: 
Thế sự bách niên, mọi mối tơ vương bay đi cùng mây gió,
Văn chương thiên cổ, một mảnh hồn thơm ở lại với trăng sao.
Ngày 9 tháng 5 năm 2000 ông mất, hưởng thọ 79 tuổi.
Tác phẩm Phạm Thế Ngũ đã xuất bản, có:
- Việt Nam văn học sử giản ước tân biên gồm ba tập.
- Tự Lực văn đoàn trong tiến trình văn học dân tộc (nhà xuất bản Văn hóa thông tin, 2000)

## Việt Nam văn học sử giản ước tân biên
Tác phẩm Việt Nam văn học sử giản ước tân biên gồm ba tập:
- Tập I: Văn học truyền khẩu và Văn học lịch triều: Hán văn (Nhà xuất bản Quốc học tùng thư, năm 1961, dày 267 trang)
- Tập II: Văn học lịch triều: Việt văn (Quốc học tùng thư, năm 1963, dày 480 trang).
- Tập III: Văn học hiện đại 1862 - 1945 (Quốc học tùng thư, năm 1965, dày 661 trang).

Tổng cộng bộ sách dày 1.408 trang, gồm 47 chương, bắt đầu từ văn học truyền khẩu đến văn học viết và dừng lại ở năm 1945.
Theo GS. Trần Hữu Tá, thì mặc dù là "giản ước", nhưng sách được biên soạn chu đáo, kỹ lưỡng; tư liệu phong phú, chuẩn xác; nhận định đánh giá khá cân nhắc, thận trọng...
Tuy có người trong giới nghiên cứu chưa đồng tình về cách phân chia các thời kỳ văn học, phần "văn học truyền khẩu" hãy còn sơ sài; nhưng bộ sách vẫn có ích cho những người muốn muốn hiểu khái quát nền văn học Việt Nam.